# Kulisa (technika)

Mechanismus s posuvnou kulisou, kámen má kruhový průřez, smýkadlo a kulisa nejsou oddělené

Kulisový mechanismus slouží k převádění otáčivého pohybu na pohyb posuvný (nebo naopak). Slouží tedy ke stejnému účelu jako klikový mechanismus. Ve srovnání s klikovým mechanismem jsou nevýhodami kulisového mechanismu vyšší ztráty třením, vyšší opotřebení a tedy schopnost přenášet menší zatížení. Výhododou kulisového mechanismu oproti klikovému je jednoušší konstrukce a pro některé aplikace vhodnější průběh kinematických veličin (dráhy, rychlosti a zrychlení).
Kulisový mechanismus se pro svou jednoduchost používal ve starších strojích (např. obrážečka). V současnosti se využívá u některých druhu ventilů/úzavěrů.

## Konstrukce a princip
Kulisový mechanismus se skládá z kliky, kamene, kulisy a případně smýkadla. Klika (obvykle hnaná), koná otáčivý pohyb. Na klice je upevněn kámen s kruhovým nebo čtvercovým přůřezem. Kámen zapadá do kulisy. Kulisa je vodící hranolovitá součást mechanismu s výřezem, ve kterém se pohybuje kámen. Ke kulise je připevněno smýkadlo, které koná výsledný posuvný pohyb.

Mechanismus s kyvnou kulisou. Otáčející se klika s kamenem (červeně) pohybuje kulisou (žlutě), která posouvá smýkadlo (zeleně).

Podle upevnění a vedení kulisy se rozlišují dvě varianty kulisového mechanismu:
- mechanismus s posuvnou kulisou – kulisa je uložena tak, že se může pouze posouvat, smýkadlo může být připevěno k libovolému místu kulisy (koná stejný pohyb)
- mechanismus s kyvnou kulisou – kulisa je na jedné straně ukotvena a otáčí se okolo tohoto bodu, na druhé straně kulisy je připevněno smýkadlo.[1][2]

### Litaratura
- Tabellenbuch Metall: ohne Formelsammlung. Příprava vydání Ulrich Fischer, Roland Gomeringer. 44. vyd. Haan-Gruiten: Verl. Europa-Lehrmittel Nourney, 2008. 432 s. (Europa-Fachbuchreihe für Metallberufe). ISBN 978-3-8085-1724-6, ISBN 978-3-8085-1674-4. (německy)
- LEINVEBER, Jan; VÁVRA, Pavel; ŘASA, Jaroslav. Strojnické tabulky. 2., zcela přeprac. vyd. vyd. Praha: Scientia, 1998. 911 s. ISBN 80-7183-123-9.
- SHIGLEY, Joseph Edward, et al. Konstruování strojních součástí. Překlad Martin Hartl. 1. vyd. Brno: Vutium, 2010. 1159 s. (Překlady vysokoškolských učebnic; sv. 3.). ISBN 978-80-214-2629-0.
- KŘÍŽ, Rudolf; SVOBODA, Jaroslav; WEIGNER, Karel. Stavba a provoz strojů: učebnice pro 3. ročník středních průmyslových škol strojnických. 3. [díl]. 1. vyd. Praha: SNTL, 1979. 164 s. (Řada strojírenské literatury; sv. 3.).